# Daniel Friedrich Langhans

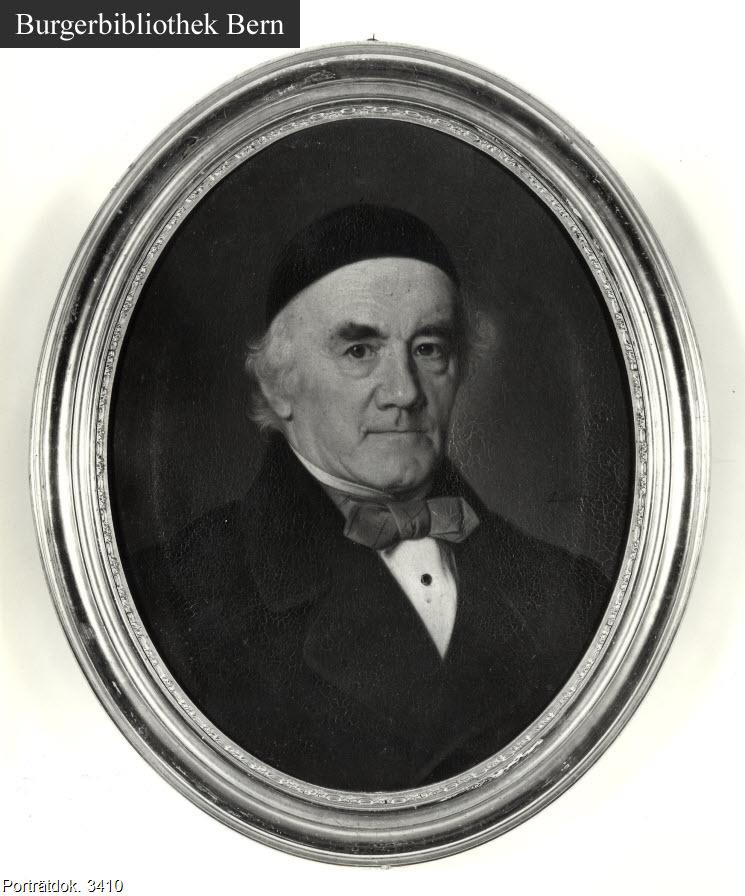
Daniel Friedrich Langhans, 1864

Daniel Friedrich Langhans (* 13. Januar 1796 in Schüpfen; † 31. März 1875 in Münchenbuchsee, Kanton Bern) war ein reformierter Schweizer Pfarrer und Pädagoge.

## Leben
Langhans wurde 1796 als Sohn des Pfarrers Sigmund Ludwig Langhans in Schüpfen geboren. Sein Vater, der inzwischen die Pfarrstelle an der Nydeggkirche in Bern übernommen hatte, starb 1809. Nach dem Studium der Theologie in Bern und Göttingen unterrichtete er ab 1817 als Lateinlehrer an der städtischen Elementarschule in Bern. 1822 wurde er Pfarrer in Wimmis. Dort wurde er neben dem Pfarramt mit der Leitung von «Normalkursen» für Lehrer beauftragt. Aus gesundheitlichen Gründen musste er diese Stellen nach wenigen Jahren wieder aufgeben. Nach seiner Genesung übernahm er die Bergpfarrei in Guttannen im Berner Oberland, wo er für das Dorf während einer schweren Hungersnot Mais und Reis aus dem Wallis und Italien organisierte.
Die neue demokratische Berner Verfassung von 1831 verlangte eine bessere Volksbildung. Im Frühling 1832 wurde die Errichtung des ersten staatlichen Lehrerseminars beschlossen und Langhans von der Regierung als dessen Direktor berufen. Da im dafür vorgesehenen Schloss Münchenbuchsee bauliche Veränderungen nötig waren, sollte der erste dreimonatige «Normalkurs» mit 100 Schullehrern in Gebäuden des Erziehungsinstituts in Hofwil stattfinden, die von Philipp Emanuel von Fellenberg neben einigen unentgeltlichen Lehrkräften dem Erziehungsdepartement zur Verfügung gestellt wurden.

Hofwil im 19. Jahrhundert

Kaum hatte der Normalkurs begonnen, kam es zu Auseinandersetzungen zwischen Langhans und Fellenberg. Fellenberg wollte die Lehrerbildung auf eine praktisch-methodische Ausbildung beschränken in Sinne seiner Ackerbauschule, während Langhans das Ziel verfolgte, die zukünftigen Lehrer mit überlegenem Wissen auszustatten und sie zu selbstständigem Denken und Urteilen anzuleiten, damit sie im Unterricht rasche Erfolge erzielen könnten.

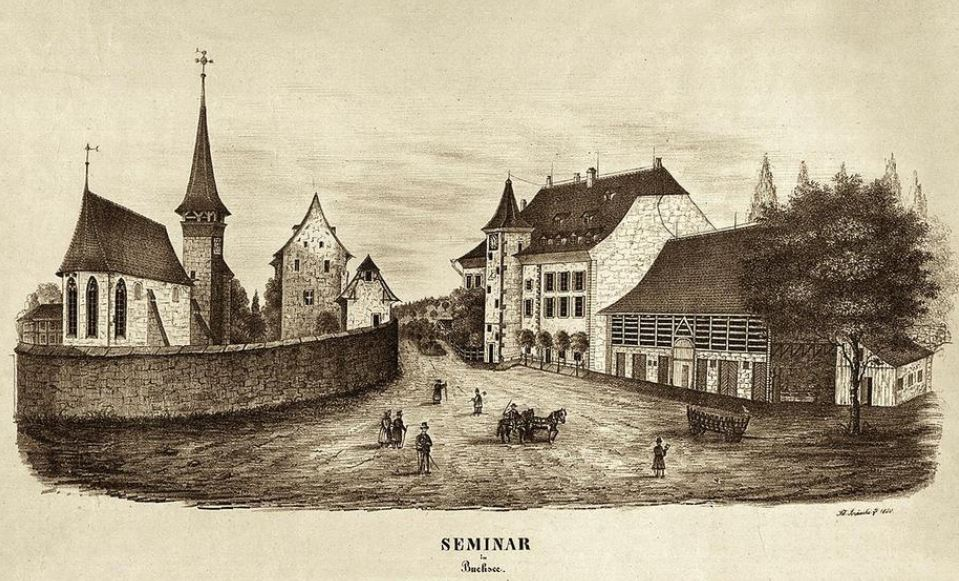
Lehrerseminar Schloss Münchenbuchsee, 1850

Am 4. September 1833 konnte das Seminar im Schloss Münchenbuchsee eröffnet werden. Langhans hatte als Direktor neben der administrativen und ökonomischen Leitung den Unterrichtsstoff aller Fächer vorzubereiten, den Lehrern vorzutragen und mit ihnen einzuüben. Als im Herbst 1834 die Pfarrstelle in  Münchenbuchsee vakant geworden war, ergriff er die Möglichkeit, in die ruhigere Arbeit des Pfarramtes zu wechseln.
In den 1850er Jahren setzte er sich für den, bei der jetzt konservativen Berner Regierung, in Ungnade gefallenen Seminardirektor Heinrich Grunholzer ein und später ebenso für seinen Nachfolger Heinrich Morf.
Als Theologe stand er anfänglich der vermittelnden Richtung Friedrich Daniel Ernst Schleiermachers nahe und wandte sich später der liberalen Theologie zu. 1866 beteiligte er sich an der Gründung des liberalen kirchlichen Reformvereins.
1828 heiratete er Elisabeth Kernen und 1845 in zweiter Ehe Maria Justine Morell. Aus erster Ehe hatte er drei Kinder: Ernst Friedrich, Maria Elisabeth (* 10. Dezember 1830 in Guttannen; † 20. Januar 1869 in Münchenbuchsee), Eduard, Paul Karl Gustav (* 23. Dezember 1833 in Münchenbuchsee; † 15. März 1837 ebenda).

## Werke
- Gegenbericht über den dreimonatlichen Bildungskurs, der neulich in Hofwyl hundert Schullehrern ertheilt worden ist. Chr. Alb. Jenni, Buchhändler, Bern 1833.
- Rückblick auf den Seminarkampf im Kanton Bern 1854 bis 1860. K.J. Wyss, Bern 1860. (Digitalisat).

## Literatur

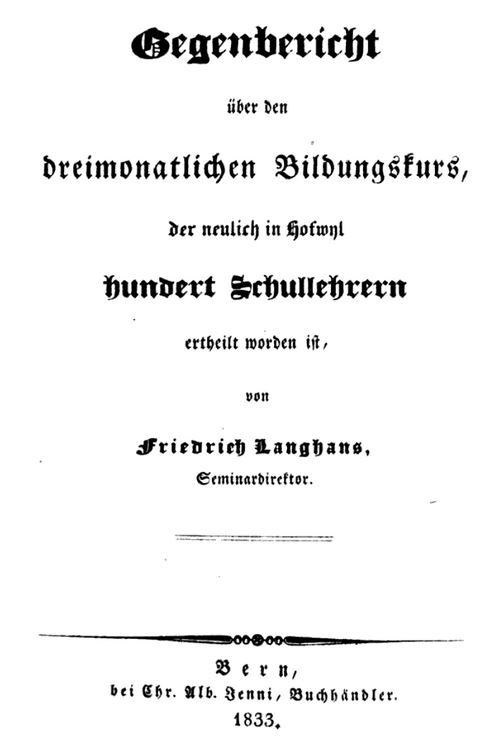
Gegenbericht von 1833